# Harrah, Washington
Harrah är en kommun (town) i Yakima County i delstaten Washington. Orten har fått sitt namn efter ranchägaren Julius T. Harrah. Vid 2010 års folkräkning hade Harrah 625 invånare.